# Чемодуровское сельское поселение
Чемодуровское сельское поселение — сельское поселение в Азнакаевском районе Татарстана. 
Административный центр — село Чемодурово.
В состав поселения входят 3 населённых пункта.

## Административное деление
- с. Чемодурово
- дер. Алфёровка
- дер. Тетвель